# Belden (Nebraska)
Belden es una villa ubicada en el condado de Cedar en el estado estadounidense de Nebraska. En el Censo de 2010 tenía una población de 115 habitantes y una densidad poblacional de 298 personas por km².

## Geografía
Belden se encuentra ubicada en las coordenadas 42°24′42″N 97°12′27″O / 42.41167, -97.20750. Según la Oficina del Censo de los Estados Unidos, Belden tiene una superficie total de 0.39 km², de la cual 0.39 km² corresponden a tierra firme.

## Demografía
Según el censo de 2010, había 115 personas residiendo en Belden, de los cuales el 100% eran caucásicos. La densidad de población era de 298 hab./km².